# Ernest Goüin
Ernest Goüin (Tours, 22 de julio de 1815 - París, 24 de marzo de 1885) fue un ingeniero civil y empresario francés. Diseñador de numerosos puentes metálicos (entre los que destaca el puente Margarita en Budapest) y de tendidos ferroviarios por todo el mundo. 

## Biografía

### Familia de notables
El joven Ernest Goüin era el heredero de una historia familiar burguesa, iniciada por personajes que marcaron la historia de la región francesa de Turena. Pertenecía a una estirpe de comerciantes y banqueros, incluyendo a su abuelo paterno Henri Jacques Goüin-Moisant (1758-1823), banquero, alcalde de Tours en 1795, diputado monárquico de 1815 a 1823; y a su tío materno, el ministro Alexandre Goüin, ambos ejemplos cercanos. Su padre Edward Goüin, era banquero, comerciante e industrial textil en Nantes, vicepresidente y consejero de la Cámara de Comercio de Nantes, y también un apasionado de la evolución de Inglaterra incluyendo la utilización de la máquina de vapor. Ernest Goüin fue un joven y brillante ingeniero de la Escuela Politécnica (X1834), obteniendo la primera plaza de su promoción. Renunció a su plaza en la administración para ir a trabajar a Lyon. También era estudiante por libre de la Escuela Nacional de Puentes y Calzadas.

### Viaje de "iniciación" a Inglaterra
En 1838, fue a Inglaterra con la ayuda de su familia, donde después de aprender el idioma, trabajó en varias empresas. Esta corta experiencia le permitió volver allí como representante de la Compagnie du chemin de fer de Paris à Orléans, siendo responsable de la supervisión de la construcción de una locomotora encargada a la Sharp, Roberts and Company de Manchester. Impresionado por la iniciativa de la industria en este país, sobre todo en el campo de los ferrocarriles, anota todas sus experiencias, observaciones y comentarios en sus cuadernos, Su espíritu emprendedor ya está presente,  aunque esperará todavía unos cuantos años más en Francia, siguiendo un proceso de aprendizaje como ingeniero y director de talleres de producción en la Compagnie du chemin de fer de Paris à Saint-Germain. Durante estos años, Ernest ideó maquinaria atmosférica para los trenes de propulsión, e importó los primeros dispositivos telegráficos desde Inglaterra.

### Emprendedor

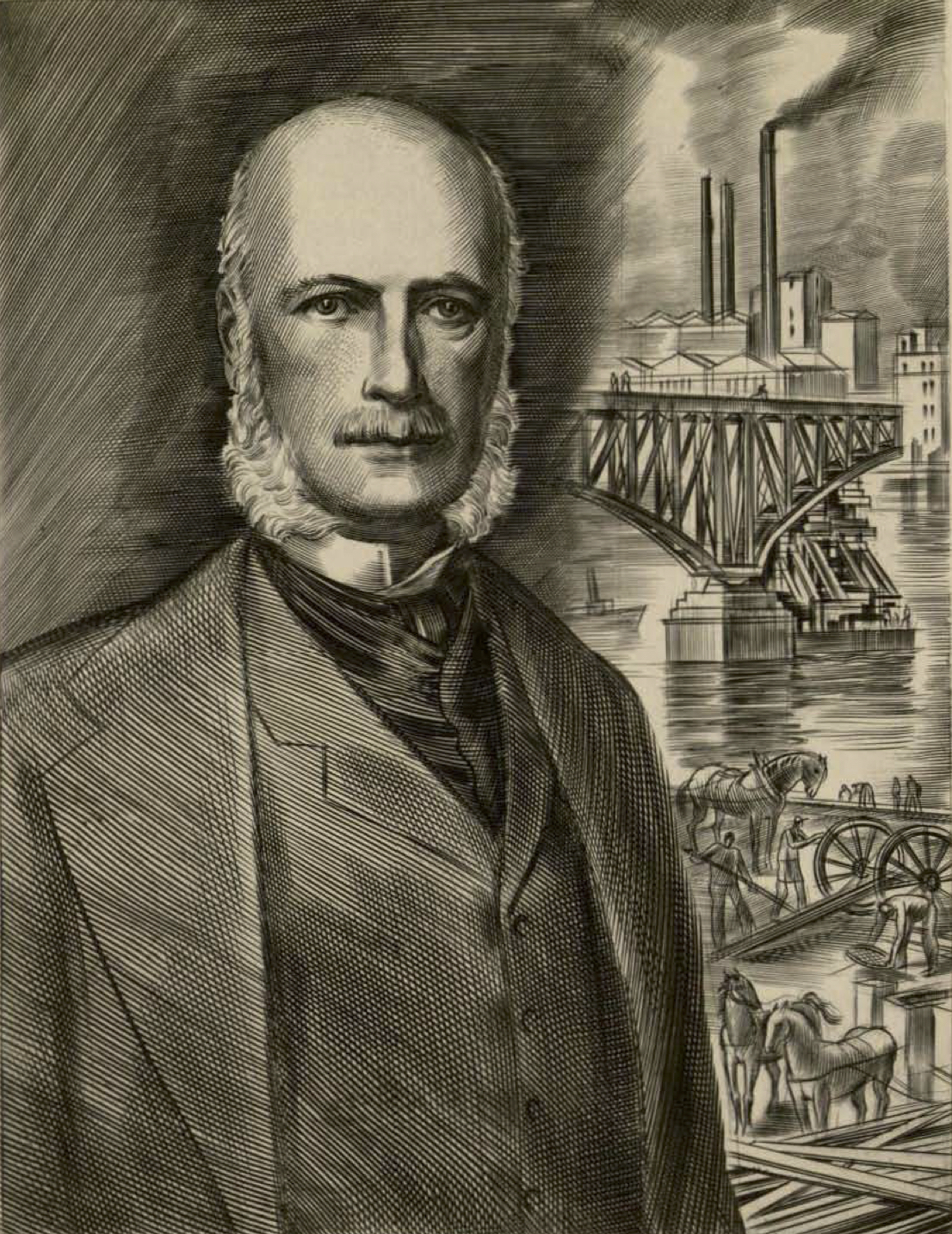
Retrato de Ernest Goüin

#### Fabricante de locomotoras
En 1846, gracias al apoyo de patrocinadores poderosos (el duque de Noailles, los Rothschild, y los Hottinguer), fundó su propia compañía, Ernest Goüin et Cie, en el municipio de Batignolles, al noroeste de París. Allí construyó su taller en una parcela de 14.000 m². Comenzó a construir locomotoras de vapor, telares y barcos. Por entonces, la empresa utiliza hasta dos mil obreros. En 1847, de acuerdo con sus ideas afines al saintsimonismo, crea una Mutua de Seguros para su personal.
En Nantes fundó su empresa de construcción de barcos de madera y hierro, propulsados a vela y a vapor.

#### Construcción metálica e infraestructura ferroviaria
Satisfecha la demanda de material ferroviario, Goüin diversificó las actividades de su empresa hacia las áreas de la construcción metálica y de la infraestructura ferroviaria. Con un gran sentido de la anticipación y genio inventivo, se rodeó de una eficaz oficina de diseño.
En 1849 introdujo en Francia la técnica de los puentes de chapa remachados, y en 1852 su compañía construyó el primer puente de hierro de Francia, el Pont ferroviaire d'Asnières, de 160 metros de longitud; en 1856, los primeros perfiles de estructura de celosía y uno de los primeros usos de los cajones de aire comprimido con el puente sobre el río Scorff en Lorient. Se inició más adelante en la construcción de líneas de ferrocarril.
Entre 1857 1862 construyó seis de los diez principales puentes de Rusia, en la línea férrea San Petersburgo - Varsovia. A partir de 1862 comienza a construir líneas ferroviarias en España.
En 1871, cambió el nombre de la empresa Ernest Goüin et Cie, que pasó a ser una sociedad anónima bajo el nombre de Société de construction des Batignolles.
En 1872 fue elegido Presidente de la Cámara de Comercio de Paris (1872-1877), en 1876 fue nombrado regente del Banco de Francia (1876-1885) y miembro del consejo de supervisión de la Caisse des dépôts et consignations.
Participó en los estudios y realizó numerosas líneas ferroviarias cuya ejecución se encomendó a su empresa: los que cruzan cerca de los Pirineos en San Sebastián (España), en los Apeninos, cerca de Nápoles, en los Cárpatos (Rumanía), en los Alpes del Tirol, en Argelia (con la Compagnie des chemins de fer Bône-Guelma), en la línea de Dakar a Saint Louis en Senegal, y en múltiples líneas de interés local de Francia y de Bélgica.
La compañía de Ernest Goüin estaba basada en tres pilares: la innovación continua, la diversificación de actividades y la apertura internacional, manteniendo estos principios después de la muerte de su fundador.
Entre otros muchos cargos, Ernest Goüin fue miembro del Conseil de prud'hommes de France, del Consejo de Educación Técnica Superior, de la Sociedad de Ingenieros Civiles de Francia, y del Círculo de los Ferrocarriles.

### Muerte
Ernest Goüin murió en París el 24 de marzo de 1885. Está enterrado en el Cementerio de Montmartre

## Realizaciones

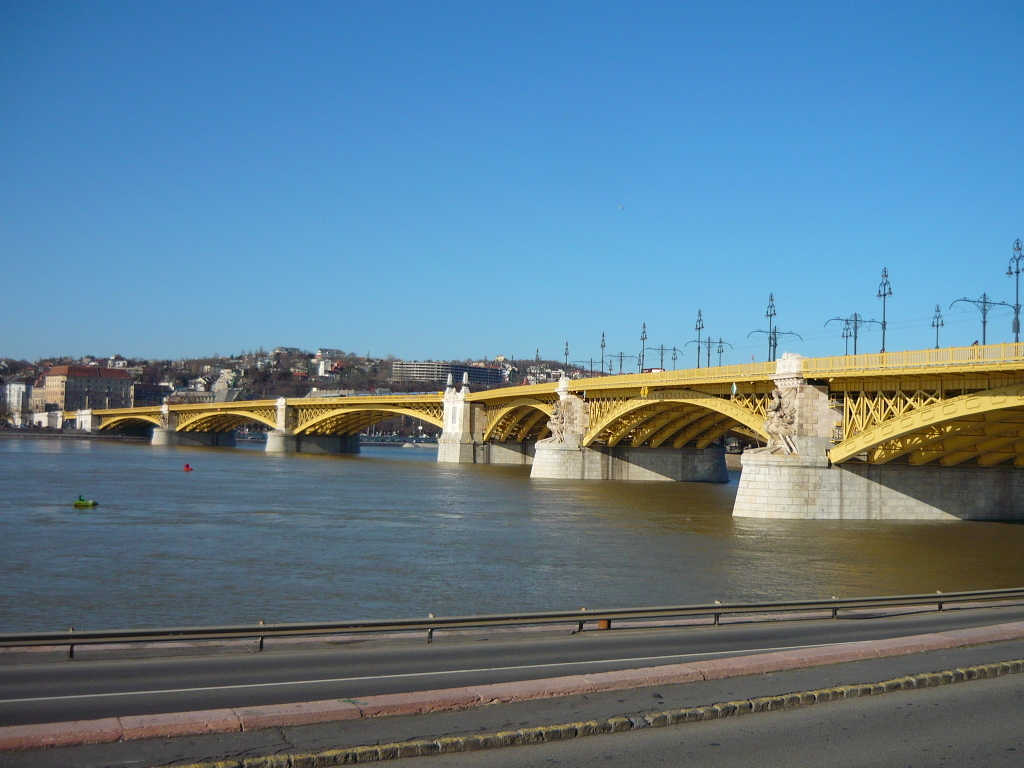
Puente Margarita sobre el río Danubio en Budapest, Hungría

- Fue el responsable de la construcción de numerosos puentes en Francia y otros países, tales como:
  - Puente en Asnières-sur Seine de 1852, el primer gran puente de hierro en Francia
  - Puente sobre el Scorff en Lorient
  - Viaducto de Culoz
  - Puentes de Mâcon, Moissac y Langon
- Mención especial merece el puente Margarita (en húngaro Margit híd) sobre el Danubio en Budapest (reconstruido de acuerdo con el original en 1945[7])
- Obras de infraestructura para ferrocarriles.
- En 1846 fundó la compañía Ernest Goüin & Cie, cambiando su nombre en 1871 a Société de construction des Batignolles. Actualmente se llama Spie Batignolles.
- También fue el fundador, entre otras empresas, de:
  - La Compagnie des chemins de fer Bône-Guelma (con la asistencia de la Banque de Paris et des Pays-Bas, incluyendo a su primo, Eugène Goüin, entonces administrador)
  - La Compagnie du chemin de fer de Dakar à Saint-Louis
  - La Compañía de Ferrocarriles de Medjerdah
- Numerosas líneas ferroviarias en Francia, Bélgica, España, Rusia, Italia, Rumanía, Austria, Argelia, y Senegal.

## Publicaciones
- Recherches expérimentales sur les machines locomotives., con Louis Le Chatelier (1845)
- Note sur l'industrie des constructions navales en France. (1872)
- Chemin de fer du département de la Vendée. Lettre du concessionnaire au ministre des Travaux Publics. (1876)
- Traversée des Pyrénées. Chemin de fer de Madrid à Irun Devis servant de base au marché. (1964)

## Reconocimientos
- Comandante de la Legión de Honor
- Su nombre aparece entre los 72 científicos de la Torre Eiffel.